# Robert Piesen
Robert Piesen (11. srpna 1921 Jindřichův Hradec, Československo – 20. ledna 1977 Haifa, Izrael) byl český malíř.

## Život
Narodil se 11. srpna 1921 V Jindřichově Hradci jako druhý syn Richarda a Emilie Piesenových. Jeho otec Richard Piesen (1877–1937) byl absolventem vídeňské university (doktorát z chemie a z filosofie). Pocházel z židovské rodiny, která se údajně přistěhovala do Čech v 19. století ze Španělska. V Jindřichově Hradci vlastnil továrnu na umělá hnojiva. Jeho matka Emilie, rozená Matoušková (1899–1950) pocházela z katolické rodiny. Před svatbou konvertovala k židovské víře. Robert Piesen měl vrozenou srdeční vadu.
Piesenovi rodiče se rozvedli a Robert se spolu s otcem a bratrem přestěhoval do Brna. Po absolvování měšťanské školy (1933–1936) studoval na Škole uměleckých řemesel v Brně u profesora Františka Václava Süssera (1936–1940). Po dvouleté přípravce vystudoval grafickou specializaci.
Během okupace se snažil uniknout deportaci do koncentračního tábora. Nejprve žil v podnájmech, které často střídal. Později získal falešné dokumenty a v roce 1942 byl totálně nasazen v Berlíně. Zde pracoval v nakladatelství Deutsche Verlag. Musel ale též pracovat při odklízení trosek po náletech. Tyto zážitky ho ovlivnily na celý život. Byl jedním ze tří členů rodiny, kteří přežili 2. světovou válku.
Po válce krátce pobýval v Brně, ale pak se usadil v Praze. Zde se seznámil se svou celoživotní partnerkou Pavlou Mautnerovou, svým pozdějším přítelem Richardem Fremundem a dále s výtvarníky Karlem Černým, Jiřím Martinem, Vojtou Nolčem, Liborem Fárou. V roce 1957 měl svou první samostatnou výstavu v Galerii mladých v Praze. Téhož roku se zúčastnil výstavy skupiny Máj 57 v Obecním domě. V roce 1962 se zúčastnil konfrontační výstavy Argumenty I. v Galerii Krzywe Kolo ve Varšavě (spolu s ním se dále zúčastnili: Jiří Balcar, Vladimír Boudník, Josef Istler, Jan Koblasa, Mikuláš Medek, Aleš Veselý). V roce 1963 získal ateliér v Nuslích, kde v příštích dvou letech vytvořil velké množství svých stěžejních děl.
V lednu 1965 odjel do Curychu k účasti na mezinárodní výstavu v Galerii Bürdecke. Do Československa se nevrátil a emigroval. Odešel nejprve do Vídně a pak do Izraele. Zde se usadil spolu s Pavlou Mautnerovou v umělecké vesnici Ejn Hod. V roce 1966 se jeho příteli, lékaři Mischovi Siebeldovi, podařilo pro něho zorganizovat unikátní operaci srdce.
Zemřel na srdeční infarkt 20. ledna 1977 během přípravy výstavy v Jeruzalémě a je pohřben v Haifě.
Životopis zpracován na základě:

## Dílo

### Samostatné výstavy
- 1957 Obrazy z let 1950–1956, Galerie mladých, Praha
- 1959 Obrazy 1957–1958, Výstavní síň Lidové demokracie, Praha
- 1964 Malířské dílo 1947–1964, Středočeská galerie, Nelahozeves, výstava byla zakázána odborem školství a kultury Středočeského krajského národního výboru
- 1966 s Pavlou Mautnerovou, Galerie Chemerinsky, Tel Aviv, Izrael
- 1967 s Pavlou Mautnerovou, Galerie Ejn Hod, Ejn Hod, Izrael
- 1973 s Pavlou Mautnerovou, Wiener Seccession, Vídeň, Rakousko
- 1977 s Pavlou Mautnerovou, Armon Gallery, Jeruzalém, Izrael
- 1991 Galerie hlavního města Prahy, Praha
- 1996 s Pavlou Mautnerovou, Galerie U Bílého jednorožce, Klatovy
- 1997 Gehinnom, Galerie Franze Kafky, Praha
- 1998 s Pavlou Mautnerovou, Galerie Pallas, Praha
- 2001 Robert Piesen, Galerie Zlatá Husa (obrazy) a Galerie Franze Kafky (kresby), Praha

### Účast na skupinových výstavách
- 1950 19. Členská výstava SVU Marold, Praha
- 1954 Členská výstava IV. Krajského střediska Štursa, Praha
- 1955 Výstava jedenácti, Výstavní síň Ars nakladatelství Melantrich, Praha
- 1955 Mezinárodní přehlídka organizovaná skupinou Roter Reiter, Trauenstein, Bavorsko, Německo
- 1957 Výstava skupiny Máj 57, Obecní dům, Praha
- 1958 2. Výstava skupiny Máj 57, Palác Dunaj, Praha
- 1962 Argumenty I., Galerie sztuki nowoczesnej Krzywe Kolo, Varšava, Polsko
- 1962 Současné umění – obrazy a plastika – ze sbírky Alšovy jihočeské galerie, Vlastivědné muzeum, Kamenice nad Lipou a Alšova jihočeská galerie, Hluboká nad Vltavou
- 1963 Umění 1900–1963, Alšova jihočeská galerie, Hluboká nad Vltavou
- 1964 Obrazy českých malířů 20. století, Středočeská galerie a Oblastní muzeum, Roztoky u Prahy
- 1964 Rychnov 64, Oblastní galerie výtvarného umění, Rychnov nad Kněžnou
- 1964 Výstava D, Nová síň, Praha
- 1965 Internationale Ausstellung, Galerie Bürdecke, Curych, Švýcarsko
- 1966 Milton Lurie Kramer Collection, White Museum of Art, Cornell University, Ithaca, New York, Spojené státy americké
- 1967 České umění 20. století, Alšova jihočeská galerie, Hluboká nad Vltavou
- 1968 České malířství XX. století v GVU, Galerie výtvarného umění, Ostrava
- 1990 České umění 1908–1968 (Osobnosti a hodnoty), Národní galerie, Praha
- 1991 Český informel, Galerie hlavního města Prahy, Praha
- 1991 In memoriam, Mánes, Praha
- 1991 Czeska sztuka 2. polowy XX. wieku, Muzeum Gornoslaskie, Bytom, Polsko
- 1991 České malířství a sochařství 20. století ze sbírek AJG, Alšova jihočeská galerie, Hluboká nad Vltavou
- 1993 Záznam nejrozmanitějších faktorů, České malířství 2. poloviny 20. století ze sbírek státních galerií, Jízdárna Pražského hradu, Národní galerie, Praha
- 1994 Ohniska znovuzrození, české umění 1956–1963, Galerie hlavního města Prahy, Praha
- 1995 České výtvarné umění XX. století ze sbírek, České muzeum výtvarného umění, Praha
- 1996 Osudová zalíbení. Sběratelé moderního umění I. 1990–1996, Veletržní palác, Národní galerie, Praha
- 1996 Promenáda romantiků – české výtvarné umění ze sbírek ČMVU 1958–1968, Städtmuseum, Jena, Německo
- 1996 V prostoru XX. století, ze sbírek GHMP, Galerie hlavního města Prahy, Praha
- 1998 Kunst im Aufbruch, Abstraktion zwischen 1945 und 1959, Wilhelm-Hack-Museum, Ludwigshafen am Rhein, Německo

Seznam výstav: stav k roku 2001

- 2007 Muzeum Jindřichohradecka, Jindřichův Hradec

### Vlastní stati
- 1958 Mikuláš Medek – obrazy, otištěno in: Umění XLV, 1997, číslo 5, str. 492
- 1962 Třeboňský manifest, otištěno in: Umění XLVI, 1998, číslo 4, str. 262–264